# Емилија Кокић
Емилија Кокић (Задар, 10. мај 1968) хрватска је поп и поп-рок певачица.

## Биографија
Музичку каријеру започела је као певачица југословенске поп групе Рива са којом је са песмом Rock Me победила на Песми Евровизије 1989. у Лозани.
Након напуштања групе Емилија започиње соло каријеру, а први солистички албум под насловом Емилија издаје 1994. године. Потом су уследили албуми 100% Емилија (1995), Остави траг (1996), С моје стране свемира (1999), Ја сам ту (2001), Хало (2004) и Чиме сам те заслужила (2008. године).
Године 2002. победила је на Бањалучком фестивалу изводећи дуетску композицију Јесмо ли једно другом суђени са српским поп певачем Борисом Режаком.
Била је удата за хрватског телевизијског водитеља Миљенка Кокота.

## Фестивали
Југословенски избор за Песму Евровизије:
- Rock me (као вокал групе Рива), победничка песма, Нови Сад '89

Евросонг:
- Rock me (као вокал групе Рива), победничка песма, '89

Сплит:
- Kiss me (као вокал групе Рива), '90
- Вероника, '94
- 100% знам, '95
- Волим те, тако хтио је Бог, '98
- Заборави на мене, '99
- Воли ме ако смијеш, 2002

Загреб:
- Задња суза (као вокал групе Рива), '89
- Јави се / С нама је готово, '94
- Срце што вољело те, 2012

Цавтат фест:
- Сретан ти пут (као вокал групе Рива), '90

Задар:
- Нека нас воде љубав и мир, '93
- Ти, '94
- Ја сам влак (дует са Нином Бадрић), '95
- Када изгуби се љубав, '96
- Ту сам ти ја, '97
- А гдје да кренем, '98
- Без срца живјети, '99
- Није вриме све изличило, 2001
- Ја сам на путу за некуда, 2002
- Моја љубави, 2004
- Боли ме сјећање, 2005

Арена фест, Пула:
- Остављаш ми љубав, '95

Дора, Опатија:
- Љепота, друго место, 2001
- Жена од пепела, 2003
- Анђео, 2008

Хрватски радијски фестивал, Водице:
- Нисам ни оком трепнула, 2001
- Чиме сам те заслужила, 2008

Мелодије Мостара:
- Е, да си ту, 2001
- Љубав без љубави, 2002

Бања Лука:
- Јесмо ли једно дугом суђени (Вече забавне музике, дует са Борисом Режаком), прва награда публике, 2002

Сунчане скале, Херцег Нови:
- Санта ледена, 2002
- Рука, 2003
- Хало, 2004

Златне жице Славоније, Пожега:
- Санта ледена, 2002
- Оно како ти то знаш, 2003
- Хало, 2004
- Три, 2005
- Љубав у свијећи, 2006
- Кад' се сјетим старих љубави, 2007
- Никад' не реци никада, 2008

Етнофест, Неум:
- Душе с мора, 2003

Мелодије Истре и Кварнера:
- Једри мала једрилица, 2003

Марко Поло, Корчула:
- Не питај ме што је судбина, 2005

Книн фест:
- Љубав у свијећи, 2006

 Карневал фест, Кострена:
- Ватромет боја, 2009

CMC festival, Водице:
- Изненађење, 2015
- Друга, 2016